# فانغاون
فانغاون (بالإنجليزية: Vangaon)‏ هي منطقة سكنية تقع في الهند في ماهاراشترا.

## الثقافة
يوجد عدّة عامة معابد في فانغاون مثل ماهاديف، هانومان، داتاترايا، كما يوجد فيها معبدان خاصّان هما رادها رامان ماندير و غاياتري ماندير.
تحتفل القرية بعدّة مهرجانات، منها مهرجان غانيش تشاتورثي الأكثر شعبية في ولاية ماهاراشترا. ينظم مهرجان نافاراتري من قبل نافاراتري ماهوتساف ماندال وينظم مسرح جاترا سنوياً في معبد ماهاديف في داتّا ماندير. تنظم المهرجانات أيضاً خلال هانومان جايانتي.
تُعقد سوق شعبية أسبوعياً في القرية تباع فيها البقالة والملابس والمواد الغذائية.